# Nati nel 1188
| Questa pagina contiene informazioni ricavate automaticamente dalle voci biografiche con l'ausilio del template Bio e di un bot. L'aggiornamento è periodico e automatico e ricostruisce completamente la pagina. Se manca una persona in questa lista, sei pregato di non aggiungerla, ma accertati piuttosto che la sua voce biografica contenga il template Bio e che i dati anagrafici siano correttamente compilati. Se il template Bio manca, inseriscilo tu stesso o, in alternativa, metti l'avviso {{tmp\|Bio}} che ne segnala la mancanza. Se i dati riportati sono sbagliati, correggi direttamente la voce biografica; le modifiche saranno visibili in questa lista entro pochi giorni. Per chiarimenti vedi il progetto biografie. La lista contiene solo le 7 persone che sono citate nell'enciclopedia e per le quali è stato implementato correttamente il template Bio. Pagina aggiornata al 26 apr 2025. |

- 4 marzo - Bianca di Castiglia, regina († 1252)
- 24 marzo - Ferdinando del Portogallo, conte († 1233)
- 26 novembre - Jurij II di Vladimir, principe († 1238)
- Ada d'Olanda, nobile († 1226)
- Sigfrido di Ratisbona, vescovo cattolico tedesco († 1246)
- Agostino Tolosano, storico e religioso italiano († 1226)
- Bentivoglio de Bonis, presbitero italiano († 1232)